# Sangiban

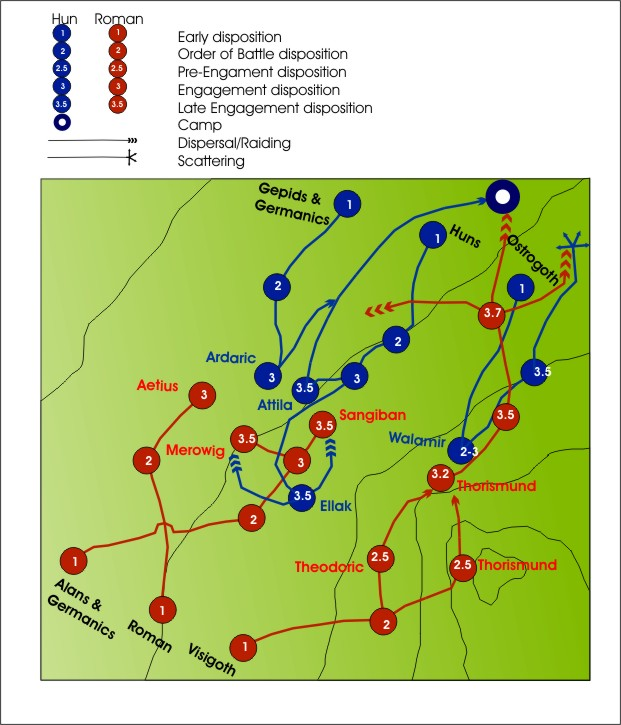
Postavení jednotlivých kmenů v bitvě na Katalauských polích. Alani byli postaveni do středu linie, zatímco Římané a Vizigóti útočili z bočních linií odkud bylo možno úniku.

Sangiban (? - 5. století?) byl král kmenového svazu Alanů. Vládl přibližně v letech 442-451. Byl nástupcem krále Goara a jako král alanských foederatů se v roce 442 usadili se souhlasem římského vojevůdce Flaviuse Aetiuse v Aurelianum a okolí v jižní Galii. Aetius od nich na oplátku požadoval pomoc v boji proti povstalcům, bagaudům. Sangiban velel jezdeckým oddílům. Na jaře v roce 451 hunský vůdce Attila vpadl do Galie. Aurelianum bylo strategický významné místo, hlavně pro most přes řeku Loiru a hunové se ho snažili dobýt. Podle Jordanese, Sangiban slíbil Attilovi před bitvou na Katalaunských polích otevřít městské brány a předat Aurelianum Hunům. Plán Sangibana byl prozrazen a římský vojevůdce Aetius na poslední chvíli ve městě umístil svou římskou posádku. Dne 14. května 451 bylo Attilovo vojsko před hradbami města poraženo. Sangiban se ještě 20. června 451 zúčastnil v rozhodující bitvě na Katalaunských polích. Podle Jordanese se Římané a Vizigóti dohodli za plánovanou zradu Sangibana v Aurelianum ho v bitvě na Katalauských polích postavit do středu linie hunských protivníků, kde mu bylo bráněno přebíhat. Alani tak nesli hlavní nápor hunského útoku, zatímco Gótové útočili z boku a z týlu.
Jordanes nezaznamenal, zda Sangiban bitvu přežil. Po bitvě během několika let byli Alani v Aurelianum podmaněni Visigóty a začleněni do gótského království Toulouse. Osud Sangibana je neznámý.